# Ксантенский собор
Собор Святого Виктора (нем. Xantener Dom St. Viktor) — католический собор в городе Ксантене (федеральная земля Северный Рейн-Вестфалия). В 1937 году папа Пий XI присвоил ему звание Малой базилики (лат. Basilica minor).

## История

### Предыстория

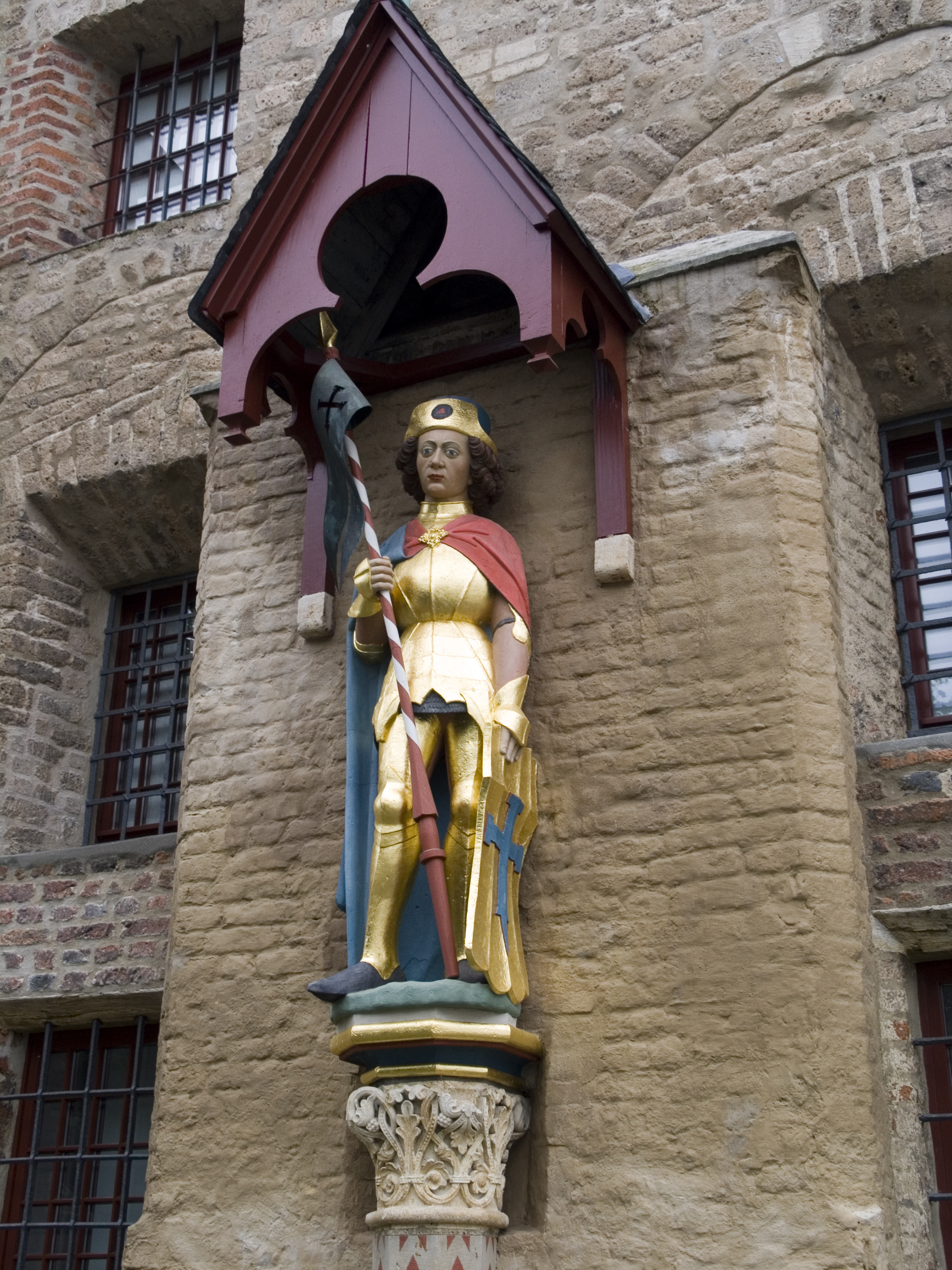
Скульптура Святого Виктора на фасаде собора (1468 год)

Собор освящен в честь Святого Виктора Ксантенского — мученика, почитаемого католиками и православными, день которого отмечается 10 декабря. Согласно легенде Виктор был солдатом Фиваидского легиона. Он был казнён в IV веке в амфитеатре крепости Ветера (территория современного Ксантена) за отказ принести жертву языческим богам. Императрица Елена обрела мощи Виктора и соорудила для них капеллу. Раскопки, проведенные в 1933 году немецким археологом Вальтером Бадером, подтверждают факт существования мемориальной крипты (лат. Cella memoriae) IV-го века, однако, по мнению ученых, обнаруженные в этой крипте кости принадлежат не Святому Виктору, а двум неизвестным мужчинам более позднего периода.

В VI веке епископ Кёльна Эферигисиль построил над криптой молельню, а первая церковь была построена в 752 году во времена Каролингов. Постепенно вокруг церкви сформировался монастырь, а место захоронения Святого Виктора стала называться Святыней (лат. Sanctos), что и обусловило название возникшего города — Ксантен.

В начале IX века строится новая церковь — трёхнефной базилики. Эта церковь была разрушена норманнами в 863 году. В 967 году архиепископом Кёльна Фолькмаром возводится новая церковь в романском стиле. Эта церковь дважды восстанавливалась после пожаров XI и XII веков и была расширена в 1213 году во время правления императора Священной Римской империи Оттона IV Брауншвейгского.

### Собор Святого Виктора от момента основания и до второй мировой войны

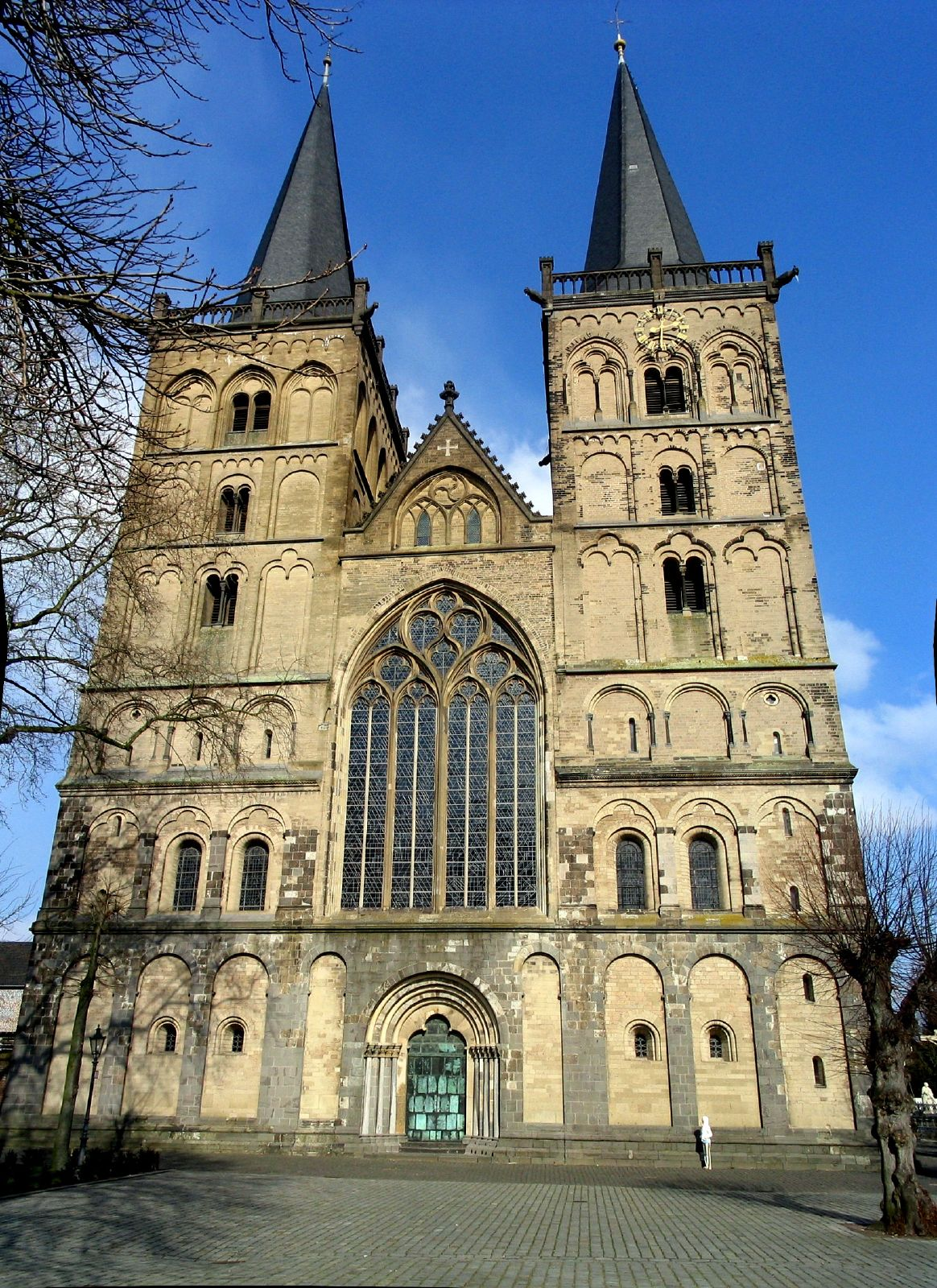
Вестверк собора

В 1263 году по указанию Кёльнского архиепископа Конрада фон Гохштадена происходит закладка собора Святого Виктора. Брат Конрада фон Гохштадена Фридрих был в это время архидиаконом Ксантена. До 1437 года была сооружена восточная алтарная часть собора, затем до 1519 года сооружался главный неф и, наконец, до 1544 года был сооружен вестверк с двумя колокольными башнями. При строительстве собора широко использовался камень, который брали из находящихся рядом руин древнеримского города Колония Ульпия Траяна.

Собор стал центром Ксантенского архидиаконства, которое охватило обширные территории на Нижнем Рейне и даже сохраняло определенную самостоятельность от Кёльнского архиепископства. Монастырь сохранял свою независимость как от архиепископа, так и от светских властей Ксантена на протяжений столетий, вплоть до 1802 года, когда в ходе медиатизации, проходившей под руководством наполеоновского министра Талейрана, он был секуляризирован.

В 1857—1868 годах проводились обширные реставрационные и строительные работы. В 1936 году вместо крипты, обнаруженной в ходе раскопок Бадера, была построена новая крипта и освящена кардиналом Клеменсом Августом фон Галеном.

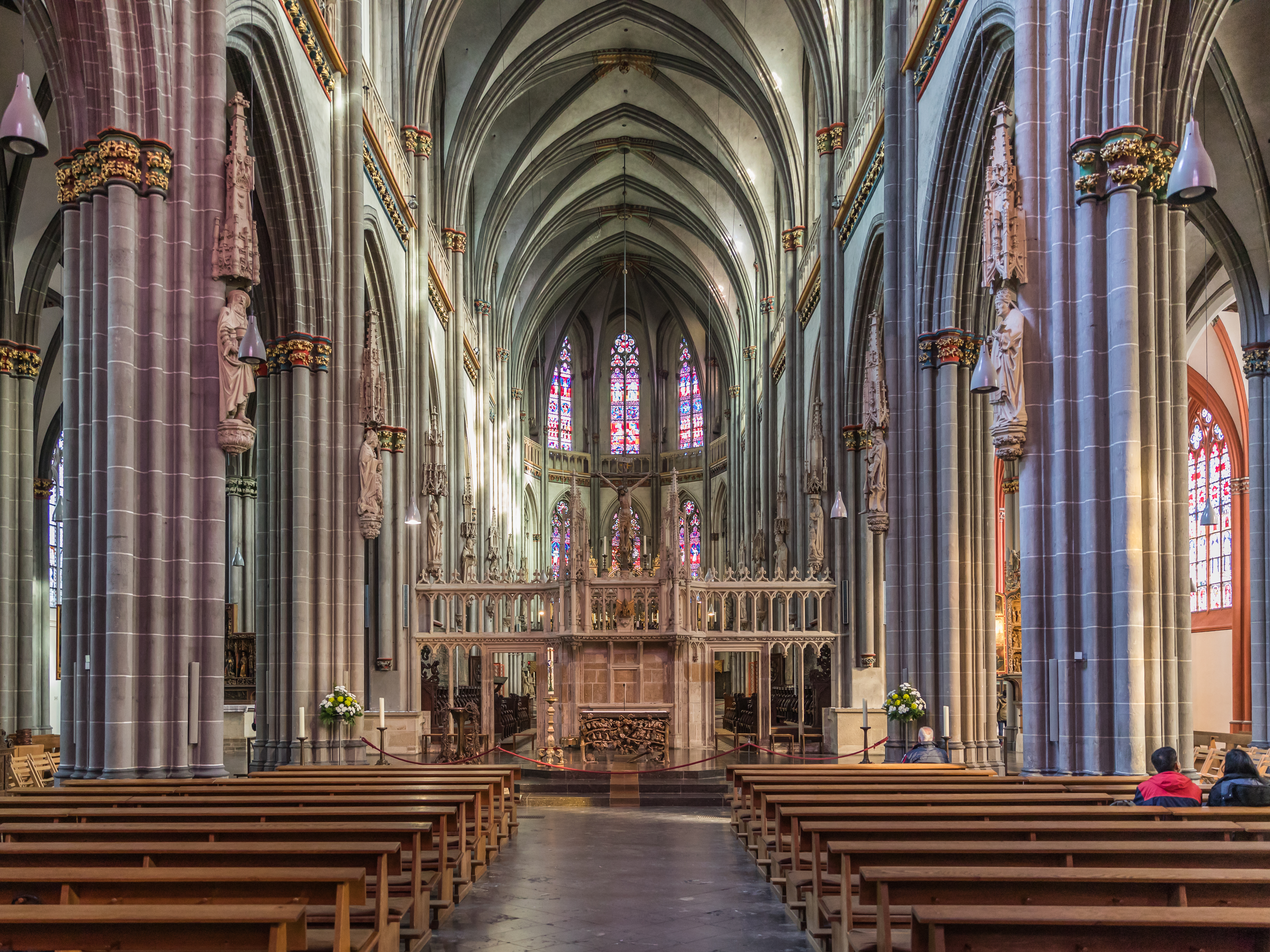
Главный неф

### Разрушение и восстановление
В конце второй мировой войны в 1945 году во время бомбардировок союзнической авиации в результате нескольких попаданий авиационных бомб собор был сильно разрушен. Северная колокольная башня собора обрушилась. Однако большинство художественных и исторических ценностей, хранящихся в соборе, включая витражные окна были заблаговременно эвакуированы из собора, а потому сохранились.

Восстановление собора началось в 1947 году под руководством Вальтера Бадера и длилось 19 лет — до 1966 года. Однако основные восстановительные работы главного нефа были закончены за один год и уже с 1948 года в соборе проводились богослужения.

В 1966 году крипта собора была расширена и там были размещены урны с пеплом узников концлагерей Освенцим, Дахау и Берген-Бельзен. Также в крипте были захоронены другие жертвы национал-социализма — Хайнц Белло, Карл Лайзнер, Герхард Шторм и другие.

## Оснащение собора

### Алтари

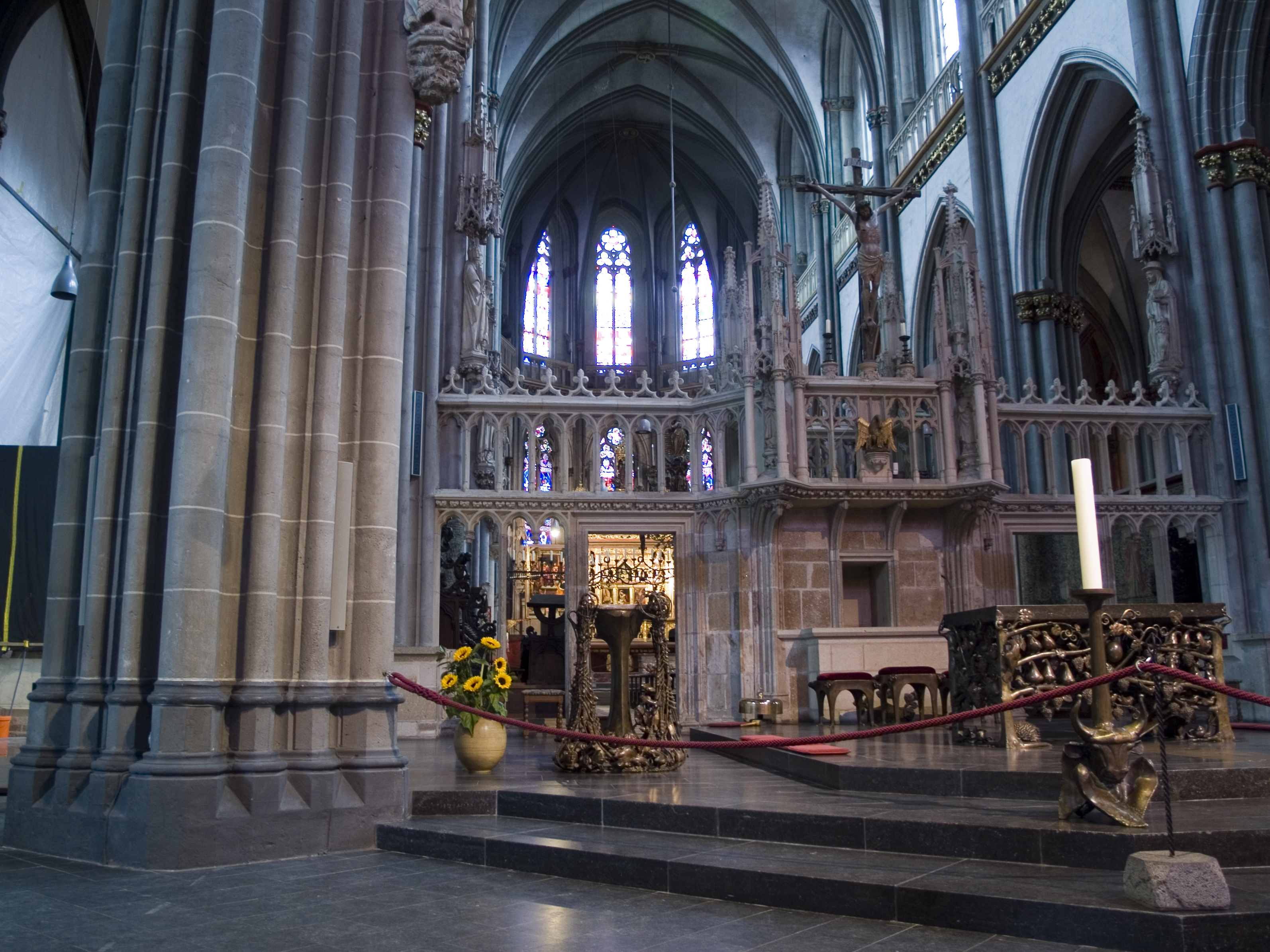
Алтарная часть

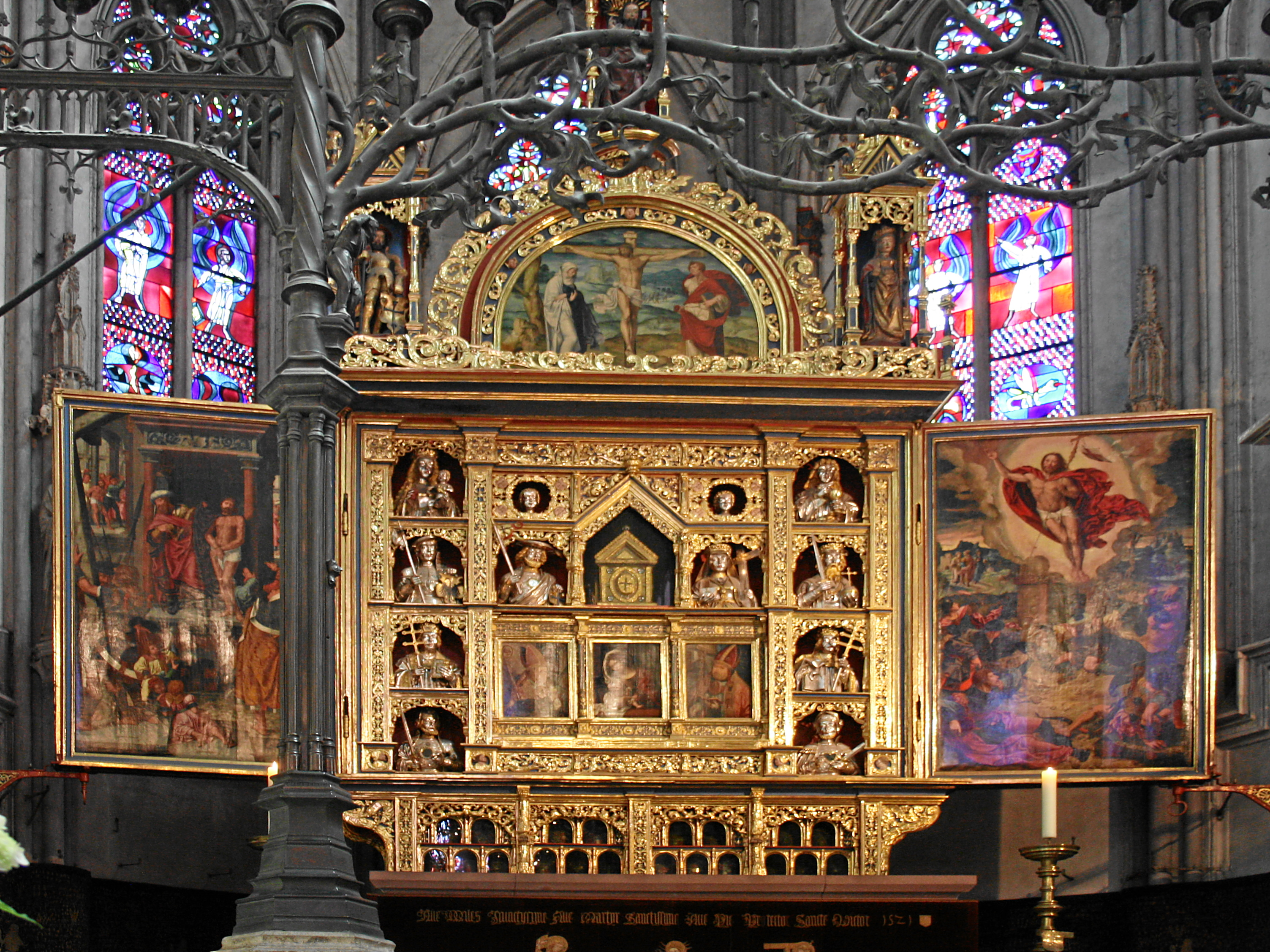
Главный алтарь

Главный алтарь был изготовлен в 1529 году кёльнским столяром Роермондом. В алтаре содержится главная святыня собора — ларец, изготовленный в 1128 году, с мощами Святого Виктора. Ларец украшен фигурами Святых Виктора и Елены. В крыльях алтаря в 1534 году были размещены работы художника Бартоломеуса Брейна Старшего.

Кроме главного алтаря в соборе установлено ещё 24 алтаря XV века.

### Скульптуры
На колоннах главного нефа установлено 28 скульптур XIV века, которые среди прочих изображают Святых Виктора и Елену. К XV веку относятся скульптуры 4-х Отцов Церкви, Святого Мартина и папы Корнелия. В XVI веке были добавлены скульптуры Святого Христофора, трёх волхвов и Девы Марии.

### Орган
Нынешний орган собора был изготовлен в 1975 году в органной мастерской Зиферт. Орган имеет как механические, так и электрические трактуры.

### Епископская библиотека
Основанная в 1547 году епископская библиотека практически полностью сохранилась и находится в клуатре. В 1802 году после секуляризации Картезианского монастыря сюда были перемещены фонды монастырской библиотеки. Некоторые ценности, которые ранее хранились в этой библиотеке, сейчас хранятся в других местах. Так, например, старейшая рукопись, датированная IX веком сейчас хранится в музее в Брюсселя. Ещё ряд экспонатов сейчас находится в музеях Кёльна, Бонна, Парижа и Мюнстера.